# Новоберезовский сельсовет (Красноярский край)
Новоберезовский сельсовет — сельское поселение в Идринском районе Красноярского края.
Административный центр — село Новоберёзовка.

## Население
| 2010 | 2012 | 2013 | 2014 | 2015 | 2016 | 2017 |
| ---- | ---- | ---- | ---- | ---- | ---- | ---- |
| 449  | ↗461 | ↗470 | ↗485 | ↘459 | ↘437 | ↗448 |

## Состав сельского поселения
В состав сельского поселения входит один населённый пункт — село Новоберёзовка.